# Goto Predestinatsia
Die Goto Predestinatsia (russisch Гото Предестинация ‚Vorsehung Gottes‘) war ein 58-Kanonen-Linienschiff der Asow-Flotte der Kaiserlichen Russischen Marine (1700–1711) und später Osmanischen Marine.

## Geschichte
Die spätere Goto Predestinatsia am 19. November 1698 auf einer Werft in Woronesch auf Kiel gelegt. Der Stapellauf erfolgte am 24. April 1700. Sie war bis 1711 das Flaggschiff der Asow-Flotte der russischen Marine unter dem Zaren Peter der Große. Danach wurde sie an das Osmanische Reich verkauft und in der Osmanischen Marine eingesetzt.

## Technische Beschreibung
Die Goto Predestinatsia war als Batterieschiff mit zwei durchgehenden Geschützdecks konzipiert und hatte eine Länge von 35,97 Metern (Geschützdeck), eine Breite von 9,45 Metern und einen Tiefgang von 2,97 Metern. Sie war ein Rahsegler mit drei Masten (Fockmast, Großmast und Kreuzmast). Auf der Spitze des Bugspriets war zudem noch eine Mars und ein weiterer kleiner Mast, der Sprietmast angebracht, an dem ebenfalls noch ein kleines Rahsegel gesetzt werden konnte. Der Rumpf schloss im Heckbereich mit einem Heckspiegel, in den Galerien integriert waren, die in die seitlich angebrachten Seitengalerien mündeten.
Die Bewaffnung bestand aus 58 Kanonen.
|        | Unteres Batteriedeck | Oberes Batteriedeck | Backdeck      | Achterdeck    | Kanonen (Geschossgewicht) |
| ------ | -------------------- | ------------------- | ------------- | ------------- | ------------------------- |
| Design | 26 × 16-Pfünder      | 24 × 8-Pfünder      | 8 × 3-Pfünder | 8 × 3-Pfünder | 58 Kanonen (156,23 kg)    |

## Trivia
2014 wurde das Schiff nachgebaut. Der Nachbau ist die Attraktion des Schiffsmuseum in Woronesch.